# Arromanches (R95)
«Арроманш» (фр. Arromanches (R95) — британський легкий авіаносець часів Другої світової війни типу «Колоссус», пізніше переданий Франції.

## Історія створення
Корабель заклала 1 червня 1942 року компанія Vickers-Armstrongs. Спущений на воду 30 вересня 1943 року, вступив у стрій 16 грудня 1944 року під назвою HMS Colossus (R15).

## Історія служби

### У складі ВМС Великої Британії
Авіаносець «HMS Colossus» планувалось залучити до дій поблизу берегів Індонезії, але у зв'язку із капітуляції Японії корабель у бойових діях участі не брав. Залучався до окупації Шанхаю союзниками (8-9.1945).
Після невеликого ремонту повернувся до Британії влітку 1946 року.

### У складі ВМС Франції

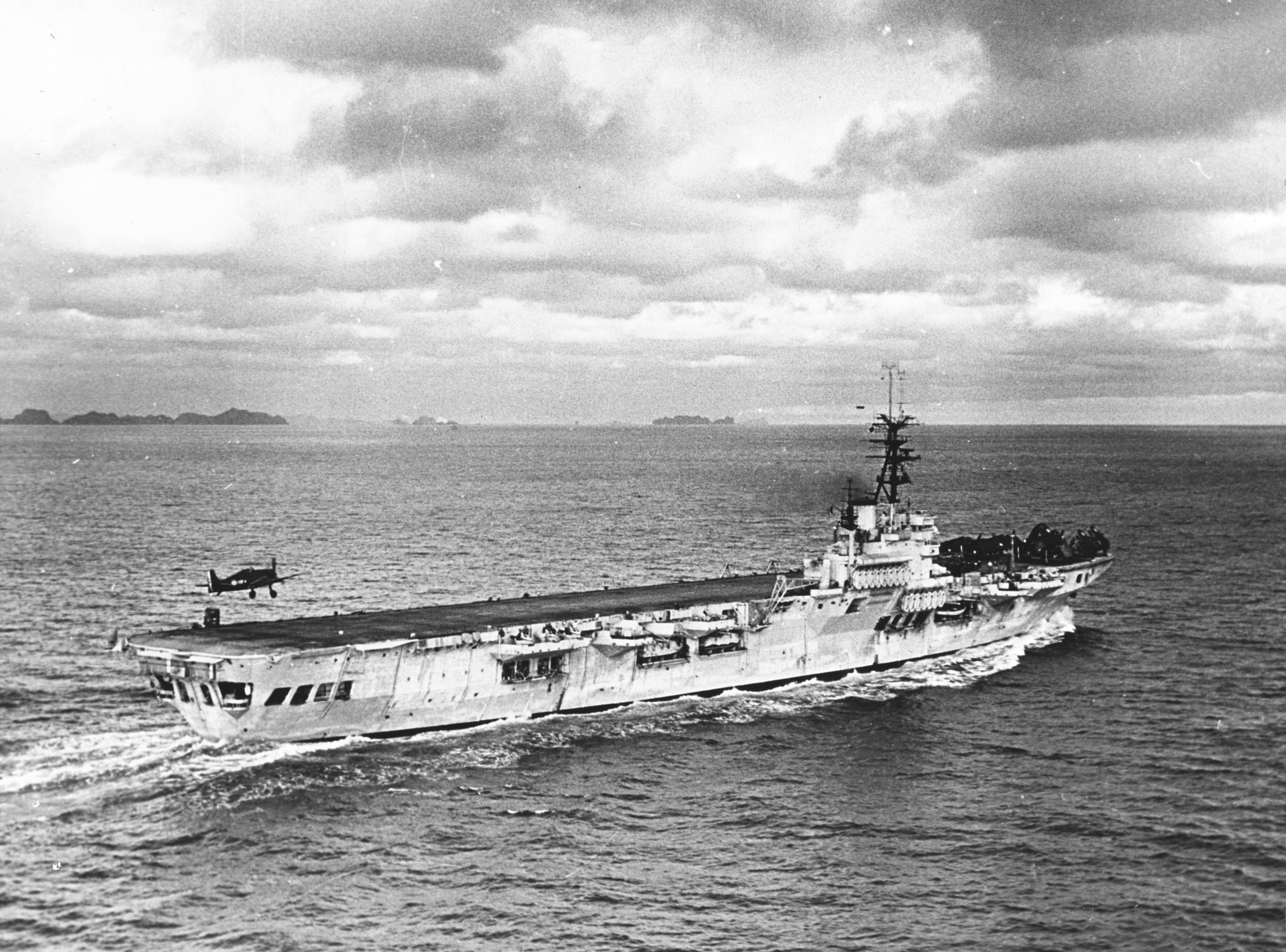
«Арроманш» у Тонкінській затоці, 1953 рік

У серпні 1946 року авіаносець передали в оренду Франції на 5 років, де перейменували на «Арроманш» (фр. Arromanches), на честь провінції Арроманш-ле-Бен, на території якої відбулась висадка союзників у 1944 році. У 1951 році викуплений Францією.
Протягом 1949—1950 років «Арроманш» здійснив 2 походи до берегів Індокитаю, де взяв участь у бойових діях.
Під час Суецької кризи у листопаді 1956 року літаки з «Арроманша» завдавали бомбових ударів по єгипетських військах в районі Порт-Саїда.
У 1957—1958 роках авіаносець пройшов капітальну модернізацію. Його обладнали кутовою польотною палубою, дзеркальними індикаторами посадки, встановили РЛС DRBV-22A, а також встановили 43 40-мм зенітні автомати «Бофорс». Але на початку 1960-х років вся зенітна артилерія була демонтована.
Після модернізації корабель використовувався в основному як навчальний авіаносець. З 1962 року на ньому базувались вертольоти HSS-1. У 1968 році авіаносець пройшов ремонт та модернізацію та був перекласифікований у протичовновий вертольотоносець.
У 1974 році авіаносець був виключений зі списків флоту, у 1978 році розібраний на метал в Тулоні.